# Ellingsenius fulleri
Espèce
Synonymes
- Chelifer fulleri Hewitt & Godfrey, 1929
- Ellingsenius somalicus Beier, 1932

Ellingsenius fulleri est une espèce de pseudoscorpions de la famille des Cheliferidae.

## Distribution
Cette espèce se rencontre en Afrique du Sud, au Mozambique, en Somalie, à Oman, en Iran, à Chypre et en Espagne.

## Publication originale
- Hewitt & Godfrey, 1929 : South African pseudoscorpions of the genus Chelifer Geoffroy. Annals of the Natal Museum, vol. 6, p. 305-336.